# Alosa sapidissima
Alosa sapidissima é uma espécie de peixe da família Clupeidae no ordem dos Clupeiformes.

## Morfologia
• Os machos podem atingir 76 cm de comprimento total e 61,7 as fêmeas.
- Número de vértebras:  51-60.

## Reprodução
As  larvas desenvolvem-se nos rios durante o verão e, quando chega o outono, baixam ao mar até que chegam à maturidade sexual e, então, voltam aos arroios para desovar.

## Alimentação
Come plâncton (principalmente copépodes e misidaceos) e, de vez em quando, peixinhos. Abstém-se de comer durante as suas migrações.

## Parasitas
É parasitado por nematodas, acantocéfalos, copépodes e doas.

## Depredadores
É depredado por Morone saxatilis, Pomatomus saltator,  Petromyzon marinus e Foca-comum.

## Distribuição geográfica
Encontra-se na América do Norte: desde Terra Nova e Nova Escócia até à Flórida central. Como consequência de ter sido introduzido nos rios  Sacramento e  Columbia também é agora presente desde Cook Inlet (Alasca) até Baixa Califórnia (México). Também foi introduzido na Península de Kamtchatka (Rússia).

## Longevidade
Pode chegar a viver 13 anos.

## Valor comercial
É pescado comercialmente nos rios e estuários durante as suas migrações para desovar.